# Suđurađ
Suđurađ (italsky San Giorgio) je vesnice a přímořské letovisko v Chorvatsku v Dubrovnicko-neretvanské župě. Nachází se na jihovýchodě ostrova Šipan a je součástí opčiny města Dubrovnik. V roce 2011 zde trvale žilo 207 obyvatel. Název původně pochází z pojmenování "sveti Đurađ", tedy svatý Jiří a vznikl podobným způsobem, jako např. u města Supetar zkomolením a zkrácením latinského názvu Sanctus Georgius.
Kromě východní části Šipanu zahrnuje Suđurađ rovněž ostrov Ruda. Kromě hlavní části zahrnuje též osady Biskupija, Budim Do, Čemprijesi, Fratija, Odžak, Pakljena, Puhijera, Šilovo Selo, Vojnovo Selo a Zabrđe.
Suđurađ se nachází u zátok Suđurađ a Velika Klačina. Nachází se zde několik apartmánů, pláží, restaurací a obchodů. V Suđurađi se nachází kostel sv. Jiřího, v Pakljeně kostel Panny Marie od Milosti, mezi Fratijou a Zabrđe kostel svaté Trojice a v Puhijeře kostel sv. Štěpána. Nachází se zde lodní i trajektový přístav. Jediná trajektová trasa vede na nedaleký ostrov Lopud.